# Henry Hawtrey
Henry Courtenay Hawtrey (Southampton, Anglaterra, 29 de juny de 1882 – Aldershot, Hampshire, 26 de novembre de 1961) va ser un atleta anglès que va competir a primers del segle xx.
El 1906 va prendre part en els Jocs Intercalats d'Atenes, on disputà dues proves del programa d'atletisme: els 1500 metres, on fou eliminat en semifinals; i les 5 milles, en què guanyà la medalla d'or, amb vuit segons sobre el suec John Svanberg.